# Ivetofta-Gualövs församling
Ivetofta-Gualövs församling är en församling i Villands och Gärds kontrakt i Lunds stift. Församlingen ligger i Bromölla kommun i Skåne län och ingår i Bromölla pastorat.

## Administrativ historik
Församlingen bildades 2010 genom sammanslagning av Ivetofta församling och Gualövs församling och utgjorde därefter ett eget pastorat. Från 2014 ingår församlingen i Bromölla pastorat.

## Kyrkor
- Ivetofta kyrka
- Gualövs kyrka